# Orvasca fulvonigra
Orvasca fulvonigra is een donsvlinder uit de familie van de spinneruilen (Erebidae). De wetenschappelijke naam van de soort is, als Porthesia fulvonigra, voor het eerst geldig gepubliceerd in 1903 door Charles Swinhoe.